# Стеголл, Реджиналд
Реджиналд Стеголл (англ. Reginald Steggall; 17 апреля 1867 — 15 ноября 1938) — британский органист и композитор. Сын и ученик Чарлза Стеголла.
С 1884 года учился в Королевской академии музыки у своего отца (орган), а также у пианистов Генри Айерса (1859—1919) и Оскара Берингера; впоследствии изучал композицию под руководством Джорджа Макфаррена, а в 1895 г. сам стал преподавать в академии орган, вместе со своим отцом. С 1886 г. он был органистом в церкви Святой Анны в Сохо, на протяжении многих лет ассистировал отцу в часовне Линкольнс-Инн, где после смерти Стеголла-старшего в 1905 году сменил его.
Наряду с хоровыми и органными сочинениями Стеголл-младший много сочинял для оркестра, его произведения — в том числе сюита ми-мажор, драматическая сцена «Альцеста» и др. — исполнялись на популярных концертах в Хрустальном дворце (впрочем, среди отзывов критики случались и разгромные, квалифицирующие творчество Стеголла как «стариковскую музыку, в которой нет ни силы, ни подлинного огня»). Увертюра «Орифия» (англ. Oreithyia) прозвучала в 1901 году на Променадных концертах. Упоминания также заслуживает концертштюк для органа с оркестром. Среди камерных сочинений Стеголла — духовой квинтет и ряд фортепианных пьес.